# Георг II Бжегский
 Георг II Бжегский (пол. Jerzy II brzeski, нем. Georg II von Brieg; 18 июля 1523, Легница — 7 мая 1586, Бжег) — князь Бжегский, Олавский и Волувский (1547—1586).

## Биография
Представитель легницкой линии Силезских Пястов. Младший (второй) сын князя Фридриха II Легницкого и Бжегского (1480—1547) от второго брака с Софией Бранденбург-Ансбах-Кульмбахской (1485—1537), дочерью маркграфа Фридриха I Бранденбург-Ансбахского.
В ноябре 1547 года после смерти своего отца Георг II унаследовал Бжегское княжество (города Бжег, Олава, Стшелин, Немча, Ключборк, Бычина, Волув и Сцинава).
В 1548 году после ранней смерти своего родственника, Генриха II из Подебрад (1507—1548), князя Зембицкого, Георг Бжегский стал регентом Олесницкого княжества от имени его сыновей Генриха III и Карла II до 1569 года. В 1551 году за неповиновение императорской власти князь Фридрих III Легницкий (старший брат Георга) был отстранен от власти в Легнице, где на княжеский престол был возведен его старший сын Генрих XI. Князь Георг Бжегский стал регентом Легницкого княжества от имени своего племянника, совместно с Бальтазаром фон Промницем, до 1556 году, когда Фридрих III смог вернуть себе княжеский престол в Легнице.
В течение всего своего правления князь Георг II Бжегский, несмотря на лютеранство, поддерживал хорошие отношения с Габсбургами, по поручению императора он участвовал в ряде дипломатических миссий. В 1548 году Георг II принимал участие в коронации Максимилиана II в Праге и Братиславе, а также использовал бжегское войско для поддержания внутреннего порядка в княжестве. В частности, Георг II Бжегский посвятил себя расширению своей главной резиденции, Бжега, где он построил великолепный дворец в стиле Ренессанс. Это дворец был разрушен прусским королем Фридрихом II Великим во время осады Бжега. Будучи лютеранином, он полностью был согласен с реформами, начатыми его отцом. Он также построил гимназию в Бжеге (1564—1569), а после пожара в Бжеге в 1569 году, новую Ратушу и башни церкви Святого Николая. Также он перестроил в стиле возрождения замки в Олаве и Волуве.
Несмотря на то, что Георг II был ленником Габсбургов, он находился в оппозиции к их абсолютистской политики в Силезии. Через брак с дочерью курфюрста Бранденбурга он находился в хороших отношениях с Бранденбургским курфюршеством. Поддерживал также дружеские отношения с Польшей, переписывался с архиепископом гнезненским Якубом Уханьским, королем Сигизмундом II Августом, а позднее со Стефаном Баторием.
Георг II скончался поздним вечером 7 мая 1586 года в Бжеге. Он был похоронен в местной церкви замка.

## Брак и дети
15 февраля 1545 года в Берлине князь Георг II Бжегский женился на Барбаре (10 августа 1527 — 2 января 1595), дочери бранденбургского курфюрста Иоахима II Гектора (1505—1571) от первого брака с Магдаленой Саксонской (1507—1534). Супруги имели в браке семеро детей:
- Барбара (24 сентября 1548 — 29 сентября 1565).
- Иоахим Фридрих (29 сентября 1550 — 25 марта 1602), князь Олавский (1586—1592, 1594—1602), Волувский (1586—1602), Бжегский (1595—1602) и Легницкий (1596—1602)
- Иоганн Георг (17 июня 1552 — 6 июля 1592), князь Олавский (1586—1592) и Волувский (1586—1592)
- София (19 ноября 1556 — 24 августа 1594)
- Магдалена (14 октября 1560 — 2 февраля 1562)
- Дочь (род. и ум. 6 апреля 1561)
- Елизавета Магдалена (17 ноября 1562 — 1 февраля 1630), муж с 1 октября 1585 года Карл II Подебрадович, князь Зембицкий и Олесницкий (1545—1617).

После смерти Георга II его сыновья Иоахим Фридрих и Иоганн Георг унаследовали Олаву и Волув, а Бжег, столица княжества, стал владением его вдовы Барбары Бранденбургской до её смерти в 1595 году.